# ديكي بيترسون
ديكي بيترسون (بالإنجليزية: Dickie Peterson)‏ هو مغني أمريكي، ولد في 12 سبتمبر 1946 في غراند فوركس في الولايات المتحدة، وتوفي في 12 أكتوبر 2009 في إركلنتس في ألمانيا بسبب سرطان الكبد.

## وصلات خارجية
- ديكي بيترسون على موقع IMDb (الإنجليزية)
- ديكي بيترسون على موقع ميوزك برينز (الإنجليزية)
- ديكي بيترسون على موقع ديسكوغز (الإنجليزية)